# Ziad Jarrah
Ziad Jarrah var enligt FBI en av kaparna och pilot på flygplanet Flight 93, som planerades att flyga in i Kapitolium eller Vita huset i Washington DC. Planet havererade utanför Shanksville i Pennsylvania, troligen på grund av att några passagerare försökte övermanna kaparna.

## Biografi

### I yngre år
Jarrah föddes i Mazraa, Libanon i en välbärgad familj. Hans föräldrar var formellt sunnimuslimer, men levde en sekulär livsstil.

### Träningen i Afghanistan
I slutet av 1999 bestämde sig Jarrah, Mohammed Atta, Marwan al-Shehhi, Said Bahaji och Ramzi bin al-Shibh för att resta till Tjetjenien för att kämpa mot de ryska trupperna där. Khalid al-Masri och Mohamedou Ould Slahi övertygade dem i sista minuten att istället resa till Afghanistan för att möta Osama bin Laden och att träna för terroristattacker.

### I USA
Jarrah tog sig in i USA vid sju tillfällen, vilket är fler än övriga kapare. Den 25 maj 2000 ansökte han om och fick ett femårigt US B-1/B-2 (turist/företag) visa i Berlin. Den 27 juni 2000 åkte han till USA för första gången och landade på Newark International Airport. Därefter flög han till Florida där han påbörjade heltidsstudier vid Flight Training Center i Venice.